# Беляков, Николай Алексеевич
Никола́й Алексе́евич Беляко́в (род. 28 июля 1949, Севастополь, Крымская область) — российский учёный-патофизиолог, руководитель Петербургского центра по профилактике и борьбе со СПИД и инфекционными заболеваниями. Заслуженный деятель науки России, действительный член РАМН, профессор, автор более 600 научных статей в области медицины, написал более 20 книг, изобретатель в области медицины, автор более 30 патентов медико-биологической тематики.

## Биография
Родился 28 июля 1949 года в городе Севастополе Крымской области (ныне Автономной Республики Крым) в семье военнослужащего. Его отец, морской офицер, хотел видеть сына военным, но мать настояла на гражданской профессии, и Николай выбрал для себя карьеру врача. Так как в Омске проживали родственники, то выбор пал на Омскую государственную медицинскую академию.
По окончании академии в 1972 году поступил в аспирантуру во 2-й Московский медицинский институт им. Н. И. Пирогова по специальности «хирургия».
В 1975 году защитил кандидатскую диссертацию и в течение 5 лет работал научным сотрудником Научно-исследовательского института пульмонологии МЗ СССР в Ленинграде, в отделе экспериментальной патологии легких под руководством профессора Г. А. Русанова.
В 1980 году по приглашению профессора С. А. Симбирцева перешёл на работу в Ленинградский институт усовершенствования врачей (ГИДУВ), где организовал кафедру экспериментальной пульмонологии и работал в качестве её руководителя до 1995 года.
В 1995 году был избран ректором Санкт-Петербургской медицинской академии последипломного образования и проработал в этой должности более 12 лет.
С 2007 года работает руководителем Санкт-Петербургского центра по профилактике и борьбе со СПИД и инфекционными заболеваниями.
Женат, имеет двоих сыновей.
В марте 2013 года СМИ сообщили о случае полного излечения от ВИЧ-инфекции у ребёнка в США, но по мнению профессора Белякова такую информацию следует воспринимать с осторожностью:
Дело в том, что такого просто нет в природе, функционального излечения, тем паче для вирусов. Поскольку у детей течение болезни во многом зависит от того, какая исходная система крепости ребеночка после рождения, то есть от мамы многое зависит, от того, как его кормят. И здесь вот эта фраза про «функциональное излечение» ничего не определяет в ближайшем или отдаленном будущем этого ребенка.

## Публикации
- Изолированное лёгкое / С. А. Симбирцев, Н. А. Беляков, М. Я. Ливчак; Под ред. С. А. Симбирцева, 222 с. 2 л. ил. 22 см, Л. Медицина Ленингр. отд-ние 1983
- Микроэмболии лёгких / С. А. Симбирцев, Н. А. Беляков, 209,[5] с., [2] л. ил. ил. 22 см, Л. Медицина Ленингр. отд-ние 1986
- Энтеросорбция / Под ред. Н. А. Белякова. — Л.: Центр сорбц. технологий, 1991. — 329 с.
- Система образования и подготовка преподавателей: [Монография] / [Н. А. Беляков, О. Ю. Кузнецова, В. И. Мазуров и др.]. — СПб.: СПбМАПО, 2002- (ООО ОБЖ). — 22 см. — (Медицинское последипломное образование / М-во здравоохранения РФ. С.-Петерб. мед. акад. последиплом. образования).; ISBN 5-89588-017-7
- Вирус иммунодефицита человека — медицина / под ред. Н. А. Белякова, А. Г. Рахмановой. СПб.: Балтийский медицинский образовательный центр, 2010—752 с. ил.
- Головной мозг как мишень для ВИЧ / Н. А. Беляков, СПб.: Балтийский медицинский образовательный центр, 2011. — 48 с, ил.
- Коморбидные состояния при ВИЧ-инфекции / Н. А. Беляков, В. В. Рассохин. — Санкт-Петербург: Балтийский мед. образовательный центр, 2019. — 24 см.
- ВИЧ-инфекция и коморбидные состояния / Н. А. Беляков, В. В. Рассохин. — Санкт-Петербург: Балтийский медицинский образовательный центр, 2020. — 679 с.: ил., табл.; 24 см; ISBN 978-5-6041808-5-3: 1000 экз.

## Патенты
- Способ диагностики лёгочных поражений при эндотоксикозе[5]
- Способ оценки эндотоксикоза[6]
- Способ хирургического лечения острой обтурационной толстокишечной непроходимости[7]

## Награды и звания
- Заслуженный деятель науки Российской Федерации (1998)[8]
- Орден Почёта (2006)[9]
- Почётная грамота Российской академии наук (18 июля 2024) — за многолетний плодотворный труд на благо медицинской науки в области эпидемиологии и вирусологии, клинической физиологии, успешную научно-организационную деятельность, подготовку научных кадров высшей квалификации и в саязи с юбилеем